# 6 Głogowski Pułk Drogowo-Mostowy
6 Głogowski Pułk Drogowo-Mostowy (6 pdm) – oddział Wojsk Inżynieryjnych Sił Zbrojnych PRL.

## Historia pułku
6 pułk drogowo-mostowy został sformowany w sierpniu 1995 roku na podstawie Zarządzenie Szefa Sztabu Generalnego WP Nr 06/Org. z dnia 13 stycznia 1995 r. oraz wykonawczego Zarządzenia Szefa Sztabu ŚOW Nr 011/Org. z dnia 1 marca 1995 r.
W lipcu 1995 roku pułk przyjął w swoje struktury stan osobowy i sprzęt techniczny z rozformowanego 10 OPS w Rawiczu, sprzęt z Gorzowa (17 pdm), Brzegu (1 BSap) i Tarnowskich Gór (4 OPS).
6 pułk drogowo-mostowy otrzymał zadanie na czas „W”, sformowanie – 6 pułku pontonowego.
Rok 1997 to przede wszystkim udział pułku w akcji powodziowej na Dolnym Śląsku, Opolszczyźnie i ziemi lubuskiej. W kolejnych latach jednostka skupiała się na rozbudowie bazy mobilizacyjnej, oraz brała także udział w ćwiczeniach „Merkury-99” oraz „Marzec-99”.
Zgodnie z Zarządzeniem Szefa Sztabu Generalnego WP Nr 06/Org. z dnia 13 stycznia 2001 r. w sprawie przeformowania jednostek inżynieryjnych nastąpiło rozformowanie 6 pułku drogowo-mostowego, a w jego miejsce z dniem 1 stycznia 2002 r. powstały: 6 Ośrodek Przechowywania Sprzętu oraz 4 Batalion Ratownictwa Inżynieryjnego.

## Struktura pułku
- Dowództwo i sztab
  - pion szkolenia
  - pion głównego księgowego
  - logistyka
  - sekcja wychowawcza
  - Garnizonowy Ośrodek Mobilizacji
  - kompania dowodzenia
  - kompania remontowa
  - kompania zaopatrzenia
  - kompania medyczna – skadrowana na czas „P”
- 1 batalion drogowo-mostowy
  - 1 kompania drogowa
  - 2 kompania drogowa
  - 1 kompania mostowa
  - pluton dowodzenia
  - pluton remontowy
  - pluton zaopatrzenia
- 2 batalion drogowo-mostowy – skadrowany na czas „P”
- 3 batalion drogowo-mostowy – skadrowany na czas „P”
- batalion pontonowy
  - 1.kompania pontonowa
  - 2.kompania pontonowa
  - pluton przeprawowy
  - pluton dowodzenia
  - pluton remontowy
  - pluton zaopatrzenia
- Patrol Rozminowania Nr 22
- Patrol Rozminowania Nr 24[3].

## Kadra zawodowa
Dowódcy pułku:
- płk Ryszard Gruszka (1995 – VI.1996)
- płk Andrzej Piękny (VI.1996 – 31.XII.2001)[4]

Oficerowie:
- ppłk Zdzisław Wypych – dowódca GOM,
- ppłk Roman Nędzewicz – dowódca 1 bdm,
- ppłk Jerzy Radzymiński – dowódca 2 bdm,
- ppłk Marek Kapuściok – dowódca 3 bdm,
- ppłk Zenon Pijas – dowódca bpont.

## Sztandar
28 września 1996 roku przy Pomniku Dzieci Głogowskich odbyła się uroczystość wręczenia pułkowi sztandaru. Sztandar w imieniu prezydenta RP wręczył zastępca dowódcy ŚOW gen. bryg. Józef Rzemień.